# Bartholina burmanniana
Bartholina burmanniana là một loài thực vật có hoa trong họ Lan. Loài này được (L.) Ker Gawl. mô tả khoa học đầu tiên năm 1818.

## Hình ảnh

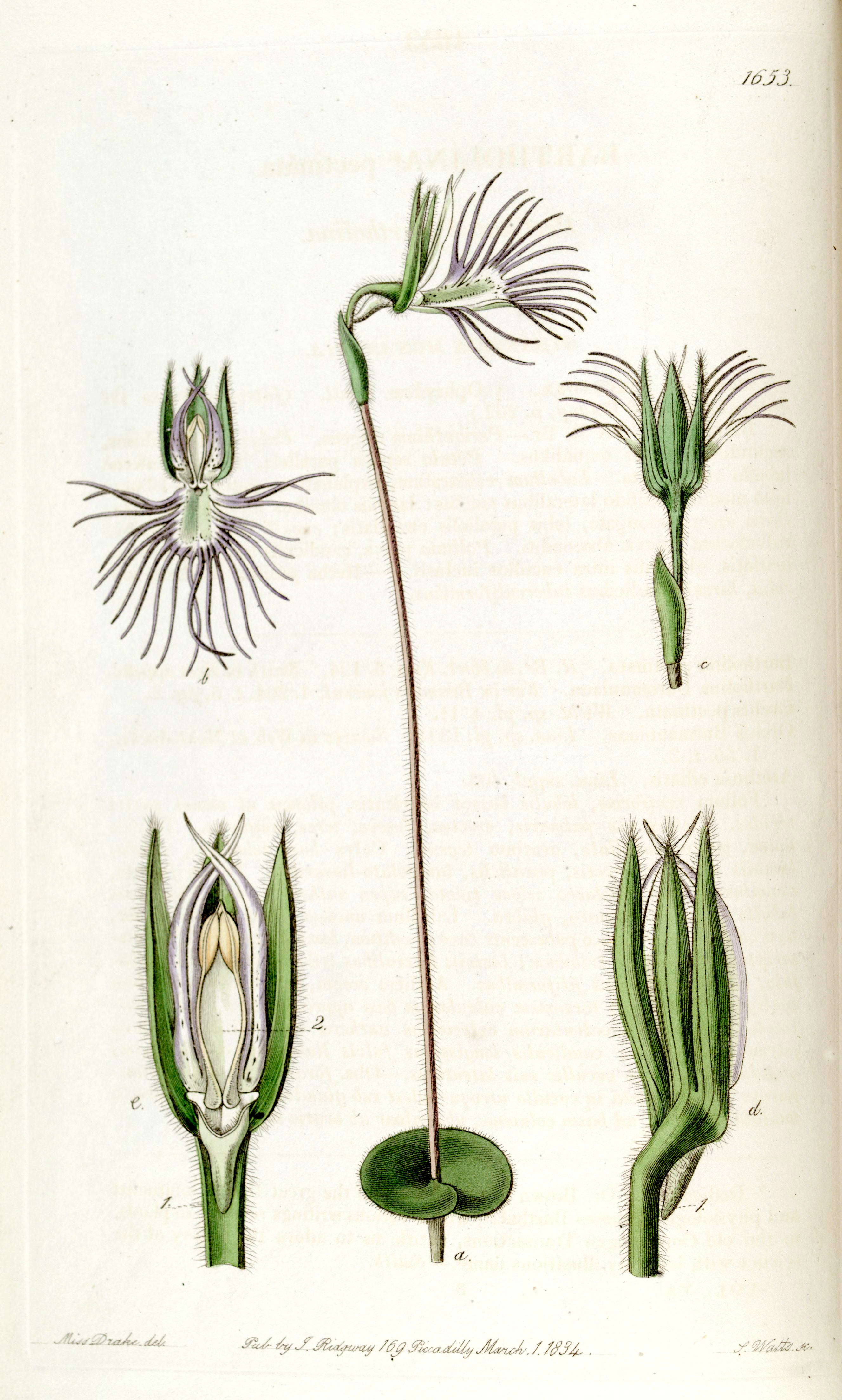
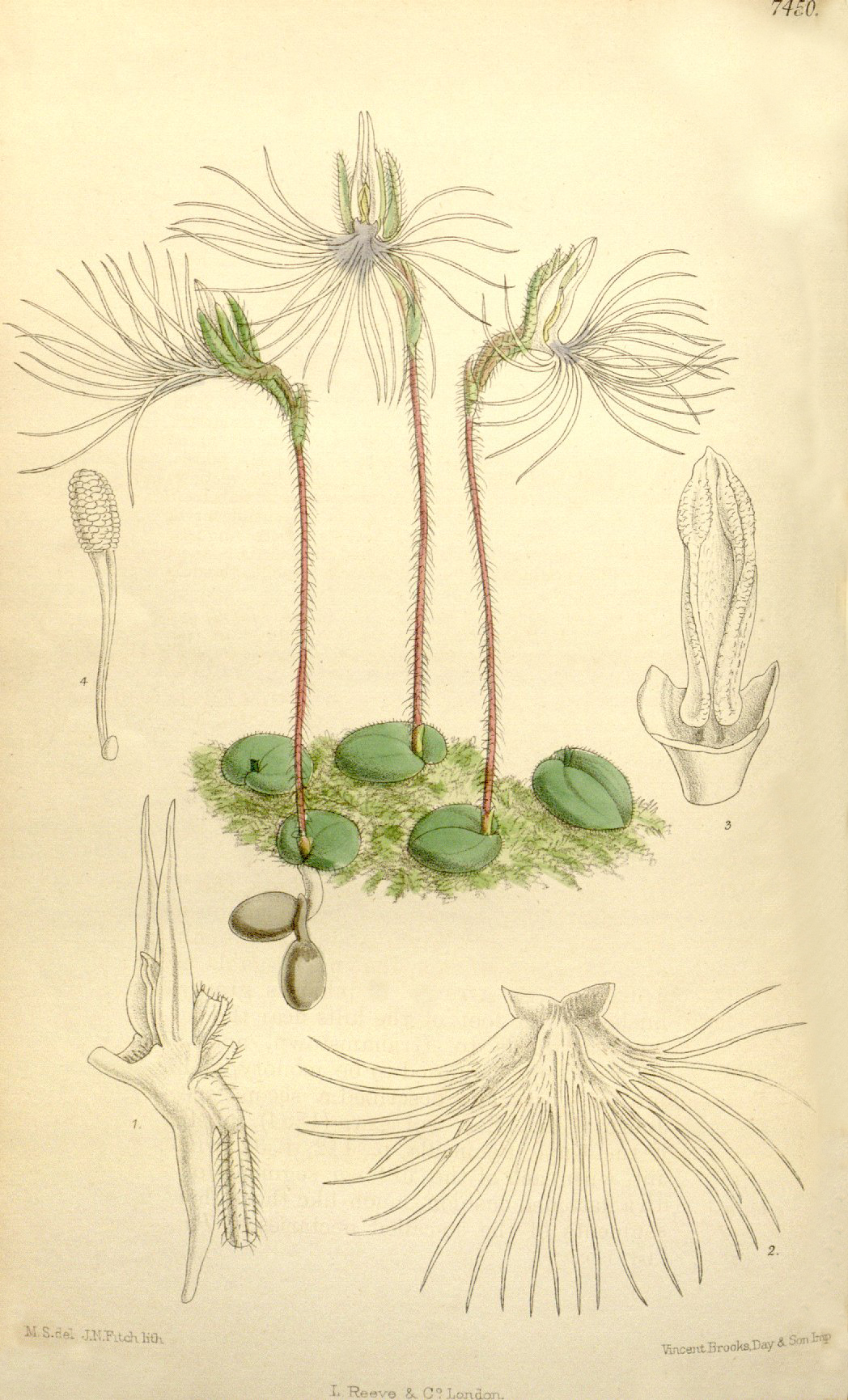
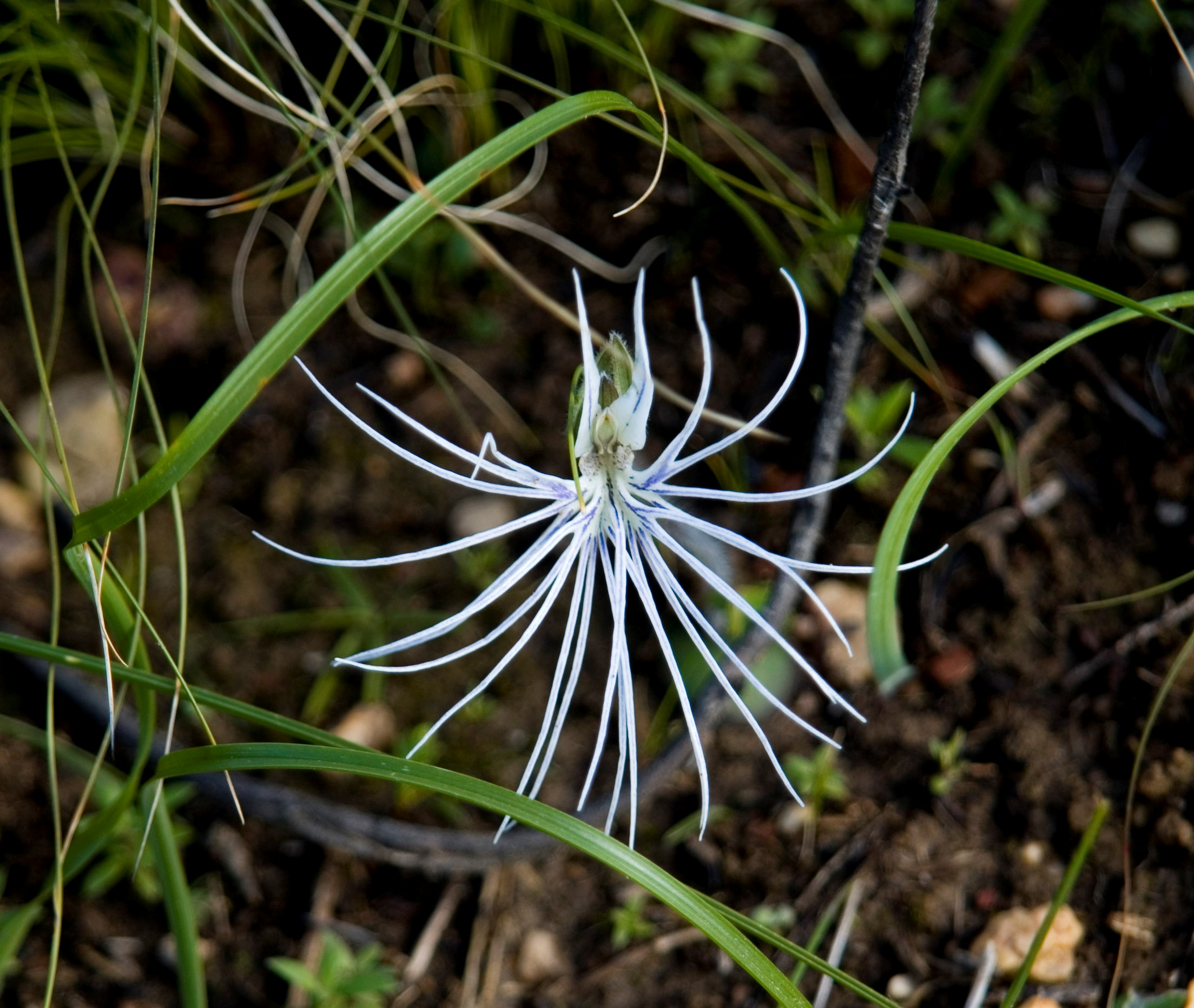
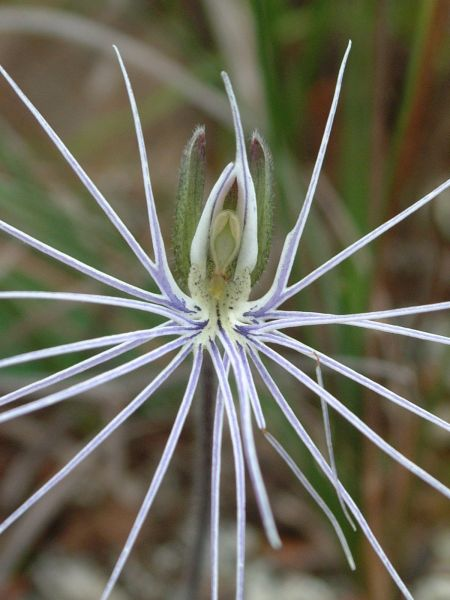